# Масерија Тре Понти (Казерта)
Масерија Тре Понти је насеље у Италији у округу Казерта, региону Кампанија.
Према процени из 2011. у насељу је живело 18 становника. Насеље се налази на надморској висини од 10 м.